# Chapelle de Lochrist
La chapelle de Lochrist est située au village de « Lochrist », jadis appelé « Lochrist-Tan », sur la commune de Ploërdut dans le Morbihan. Elle est placée sous le vocable de la Sainte-Trinité.

## Historique
La chapelle est édifiée à l’époque romane avant de subir des modifications les siècles suivants. De l’édifice d’origine subsiste la nef et ses bas-côtés.  
Le chœur est construit au XVIe ou XVIIe siècle.
La façade ouest et le clocher sont élevés en 1676, comme l’atteste la date inscrite sur la façade.
La chapelle de Lochrist fait l’objet d’une inscription au titre des monuments historiques le 8 mai 1933.

## Description
L’édifice est formé d’une nef de trois travées avec bas-côtés s’achevant sur un chevet plat.
Il est couvert d’une charpente de la fin du XVIe siècle dont les entraits sont sculptés d’engoulants (têtes de crocodiles) et des sablières ornées (godrons, têtes d’animaux, personnages...).
De chaque côté, la nef romane communique avec les bas-côtés par trois arcades  retombant sur des piliers à impostes. Les arcs donnant sur le bas-côté sud ont un profil brisé alors que ceux du côté nord sont de plein cintre. Le bas-côté nord  a conservé ses petites fenêtres romanes.
Le chœur (XVIe ou XVIIe siècle) est éclairé par une fenêtre de tiers-point dont les remplages dessinent une fleur de lys. Il contient un retable du XVIIe siècle, orné de huit statues, classé Monument Historique en 1984.